# シラスタチン
シラスタチン（英：Cilastatin）はヒトの酵素デヒドロペプチダーゼを阻害する。

## 利用
デヒドロペプチダーゼは腎臓に存在する酵素で、抗生物質イミペネムを分解する機能がある。したがって、シラスタチンをイミペネムと一緒に静脈注射することで、イミペネムの分解を防ぎ、抗菌作用を長持ちさせることができる。 
イミペネム単独でも有効な抗生物質であり、シラスタチンなしでも投与できる。シラスタチン自体には抗生物質活性はないが、ある種の細菌がもつ酵素、より正確にはカルバペネム系抗生物質に抗生物質耐性を付与する亜鉛依存性β-ラクタマーゼに対して活性があることが証明されている。この性質は、膜ジペプチダーゼ（MDP）、通常標的にされる化合物とCphA遺伝子が持つ細菌のメタロ-β-ラクタマーゼの物理化学的類似性によるものである。シラスタチンと併用することで、薬物動態が変化し、イミペネムがより効果的になる。したがって、イミペネム・シラスタチンは、アモキシシリン・クラブラン酸と同様、よく使われる配合剤である。 